# Волосистый лесной муравей

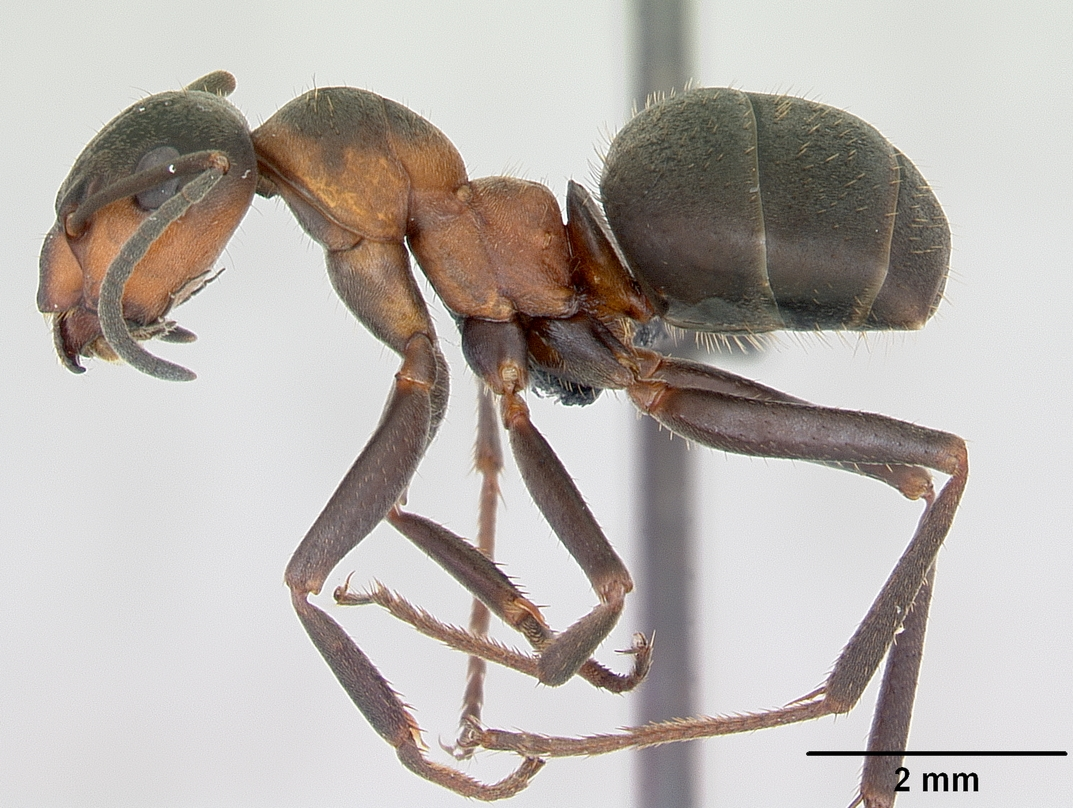
Рабочий Formica lugubris в профиль.

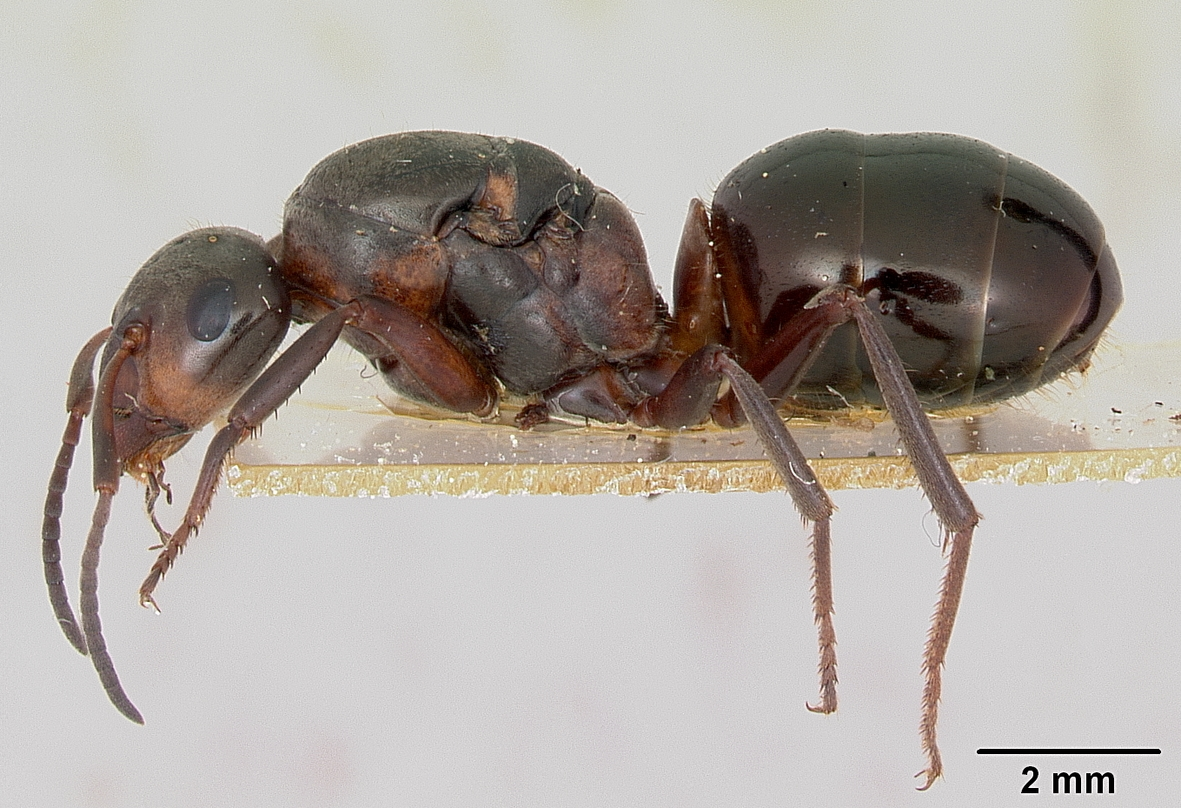
Самка Formica lugubris

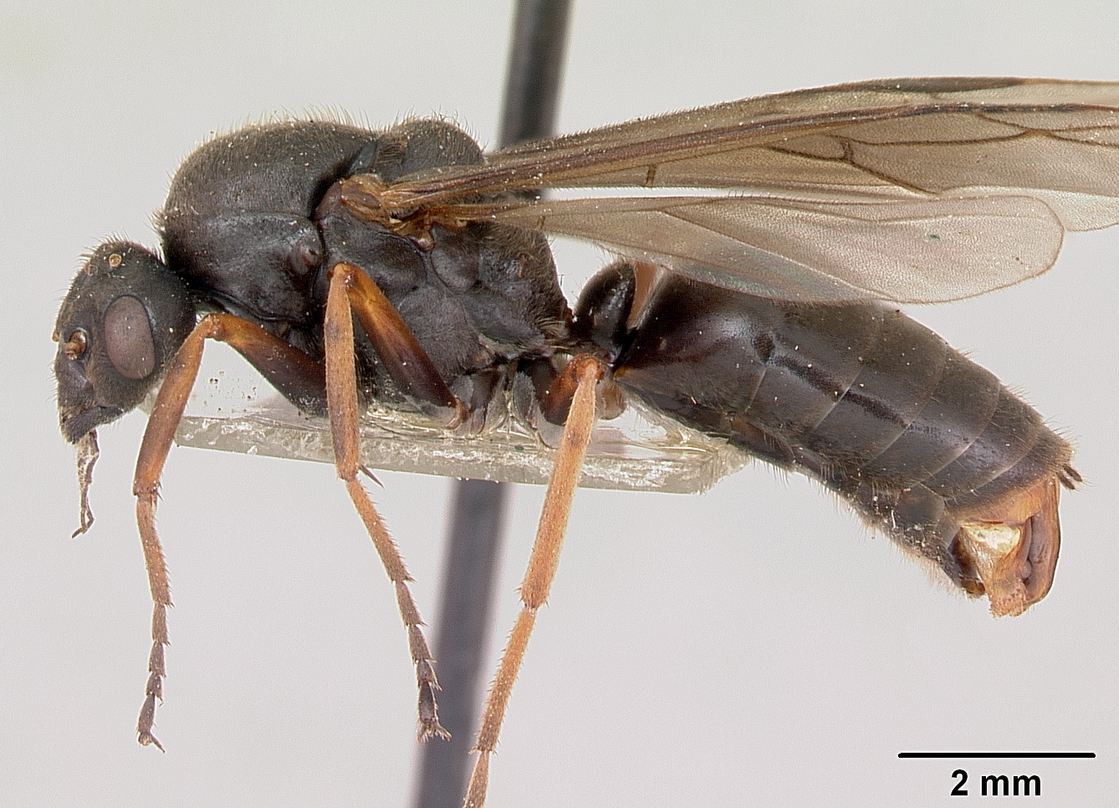
Самец Formica lugubris

Волосистый лесной муравей (лат. Formica lugubris) — вид средних по размеру муравьёв рода Formica из подсемейства формицины (Formicinae). Относится к группе рыжих лесных муравьёв, в которую также включают рыжего (Formica rufa), северного (Formica aquilonia) и малого (Formica polyctena) лесных муравьёв.

## Распространение
Палеарктика: Европа, Сибирь, Дальний Восток. Таёжные хвойные и смешанные леса. Австрия, Болгария, Великобритания, Венгрия, Германия, Ирландия, Испания, Италия, Норвегия, Румыния, Россия, Словакия, Финляндия, Франция, Швеция, Швейцария, Югославия (Сербия и Черногория).

## Описание
Длина рабочих муравьёв 4—9, самок и самцов — 9—11 мм. Лобная площадка блестящая, глаза с микроскопическими волосками. Многочисленные отстоящие волоски покрывают затылочный край головы и грудь у рабочих и самок. Окраска двуцветная: брюшко и часть головы — чёрные, грудка, клипеус и щёки — рыжие.
Строят крупные муравейники из хвоинок и веточек. Большие полигинные колонии содержат около одного миллиона муравьёв. Полезный хищный вид. В гнёздах обнаружены муравьи-псевдогины (секретэргаты).
Волосистый лесной муравей обнаружен на северо-востоке Азии на Охотоморском побережье России, где они зимуют в грунте на глубине от 40 см до 2 метров. Температуры максимального переохлаждения F. lugubris не ниже 19,6 ± 0,4°С (у обитающего там же близкого вида Formica aquilonia не ниже 20,2 ± 0,5°С). При этом почти половина муравьёв F. aquilonia гибнет в течение суток при температуре 16° (у F. lugubris половина особей гибнет при температуре 13°С).

## Генетика
Диплоидный набор хромосом 2n = 52.

## Классификация
Данный вид близок к группе рыжих лесных муравьёв, к которой также относят малого лесного муравья (Formica polyctena) и др. В 1996 году при исследовании Альпийских популяций вида Formica lugubris из него был выделен новый вид-сиблинг Formica paralugubris.

## Красная книга
Волосистый лесной муравей включен в «Красный список угрожаемых видов» (англ. IUCN Red List of Threatened Animals) международной Красной книги Всемирного союза охраны природы (The World Conservation Union, IUCN) в статусе Lower Risk/near threatened (таксоны, близкие к переходу в группу угрожаемых).
Занесён в Красные книги Польши, Республики Марий Эл, Нижегородской области и в Красную книгу Москвы.
Включён в Европейский Красный список.